# Hydrosmilodon plagatus
Hydrosmilodon plagatus is een haft uit de familie Leptophlebiidae. De wetenschappelijke naam van de soort is voor het eerst geldig gepubliceerd in 2012 door Lima, Nascimento & Salles.
De soort komt voor in het Neotropisch gebied.